# Вараксин, Яков Гаврилович
Яков Гаврилович Вараксин (9 (22) октября 1904, с. Вялсы, ныне Сасовского р-на Рязанской области — 30 апреля 1993, Москва) — советский военный моряк, связист. Инженер-вице-адмирал (18.2.1958); кандидат технических наук (1951), доцент (1954);

## Биография
В ВМФ с ноября 1923 ; член компартии с 1927.
(20.4.1945) Инженер-контр-адмирал; (18.11.1971) переаттестован; вице-адмирал-инженер.
С ноября 1923 по май 1926 года Окончил Военно-морское училище им. М. В. Фрунзе,
С мая 1926 года Командир взвода БФЭ.
С октября 1926 года вахтенный начальник ТЩ «Ударник» бригады траления и заграждения МСБМ,
С октября 1927 года класс связи Специальных курсов комсостава ВМС РККА.
С октября 1928 года старший связист крейсера «Червона Украина».
С октября 1929 года одновременно исполняющий должность дивизионного связиста отд. ДЭМ МСЧМ.
С октября 1930 года отделение связи военно-морского факультета Военно-морской академии им. К. Е. Ворошилова.
С марта 1934 года флагманский связист-электротехник штаба БТКА.
С апреля 1936 по июль 1938 года помощник  начальника связи флота по спец. технике.
С июня 1938 года одновременно исполняющий должность начальника связи ТОФ.
С июля 1938 года Начальник Научно-исследовательского морского института связи и телемеханики (с 1949 года институт № 8) ВМФ.
С апреля 1952 года Зам. начальника Военно-морской академии кораблестроения и вооружения им. А. Н. Крылова по НИР.
С апреля 1955 года помощник заместителя министра обороны по радиоэлектронике.
С августа 1958 по март 1959 года Начальник кафедры оружия массового поражения и новых видов боевой техники ВС основных капиталистических стран.
С марта 1961 года Начальник ЦНИИ.
С августа 1961 года в распоряжении ГРУ Ген. штаба ВС.
С декабря 1961 в запасе.
Урна с прахом на Ваганьковском кладбище.

## Награды
- Орден Ленина (1949);
- Орден Красной Звезды (1942);
- Орден Красного Знамени (1944)[4]; ;
- Орден Красного Знамени (1953);
- Орден Отечественной войны I степени (1944)[5];
- Орден Отечественной войны I степени (1985)[6];
- Медаль «За оборону Ленинграда» (1943);
- Медаль «За победу над Германией в Великой Отечественной войне 1941—1945 гг.»;
- и другие медали.
- Именное оружие (1954).

## Сочинения
- Радиоэлектроника в военном деле. М., 1958;
- Радиоэлектроника в современной войне (по иностранным взглядам) // Военная мысль. 1959. № 9. С. 26-41;
- Некоторые тенденции развития современной военной техники за рубежом // Мор. сб. 1962. № 3. С. 78-85;
- О некоторых тенденциях в развитии радиолокации // Мор. сб. 1962. № 9. С. 61-67.